# Clase Charles F. Adams
La Clase Charles F. Adams fue una clase de destructores de la Armada de los Estados Unidos.

## Características
Destructor de misiles guiados de 4526 t de desplazamiento, 133,2 m de eslora, 14,3 m de manga y 6,1 m de calado; 2 turbinas, 4 calderas, 2 hélices; 2 cañones Mk 45 de 127 mm, 1 lanzamisiles Mk 16 ASROC; 1 lanzamisiles Mk 11 (misiles Harpoon y Standard).

## Unidades
Estados Unidos
- USS Charles F. Adams (DD-952 / DDG-2)

Alemania Occidental
- Lütjens (D185)[2]
- Mölders (D186)[3]
- Rommel (D187)[4]

Australia
- HMAS Perth (D38)[5]
- HMAS Hobart (D39)[6]
- HMAS Brisbane (D41)[7]

Grecia
- Kimon (D218) ex USS Semmes[8]
- Nearchos (D219) ex USS Waddell[9]
- Formión (D220) ex USS Joseph Strauss[10]
- Themistoklis (D221) ex USS Berkeley[11]